# Mario Balotelli
Mario Balotelli Barwuah (Palermo, 12 de agosto de 1990) es un futbolista italiano. Juega como delantero en el Genoa C. F. C. de la Serie A y ha sido internacional con la selección de Italia.

## Biografía
Mario nació en Palermo y es hijo de los inmigrantes de Ghana Thomas y Rose Barwuah. La familia se mudó por razones económicas a Bagnolo Mella en la provincia de Brescia, Lombardía, poco después de su nacimiento. Siendo un chico pequeño, tuvo complicaciones potencialmente mortales con los intestinos que dieron lugar a una serie de operaciones, aunque su estado había mejorado notablemente en 1992.
Los problemas de salud de Mario y las condiciones de la familia significaron que los Barwuah decidieran pedir ayuda de los servicios sociales, quienes recomendaron que lo trasladaran a otras condiciones habitacionales. En 1993, la familia Barwuah acordó encomendar al niño a Francesco y Silvia Balotelli, con un movimiento legal formalizado por el Tribunal de Brescia.
Cuando Mario Balotelli se hizo famoso, sus padres biológicos le pidieron su regreso. Más tarde les acusó de oportunistas, afirmando que sólo lo querían de vuelta debido a la importancia que había ganado. De acuerdo con la Ley 91 del 5 de febrero de 1992, Mario tuvo que esperar hasta cumplir los 18 años para solicitar la ciudadanía italiana, debido a que los Balotelli no lo habían adoptado legalmente. Oficialmente obtuvo la ciudadanía el 13 de agosto de 2008. Tiene tres hermanos biológicos: Abigail, Enoc y Angel.

## Trayectoria
Con una media de más de un gol por partido, Mario batió todos los récords de anotación en los equipos juveniles, lo que provocó que a la edad de 15 años ascendiera a la primera plantilla del Lumezzane, debutando profesionalmente en la Serie C1 ante el Calcio Padova.
Estas grandes actuaciones provocaron su relación con grandes equipos europeos como la Fiorentina, el Manchester United o el Barcelona; aunque él siempre optó por permanecer en el equipo que le vio nacer como futbolista, por lo que el 31 de agosto de 2006 firmó con el Inter de Milán el mayor contrato permitido para un futbolista juvenil. Balotelli anotó 19 goles en 18 partidos en el equipo sub-19 del Inter de Milán. También entrenó y jugó con el Inter Sub-20, el equipo primavera, anotando 11 goles.

### Inter de Milán

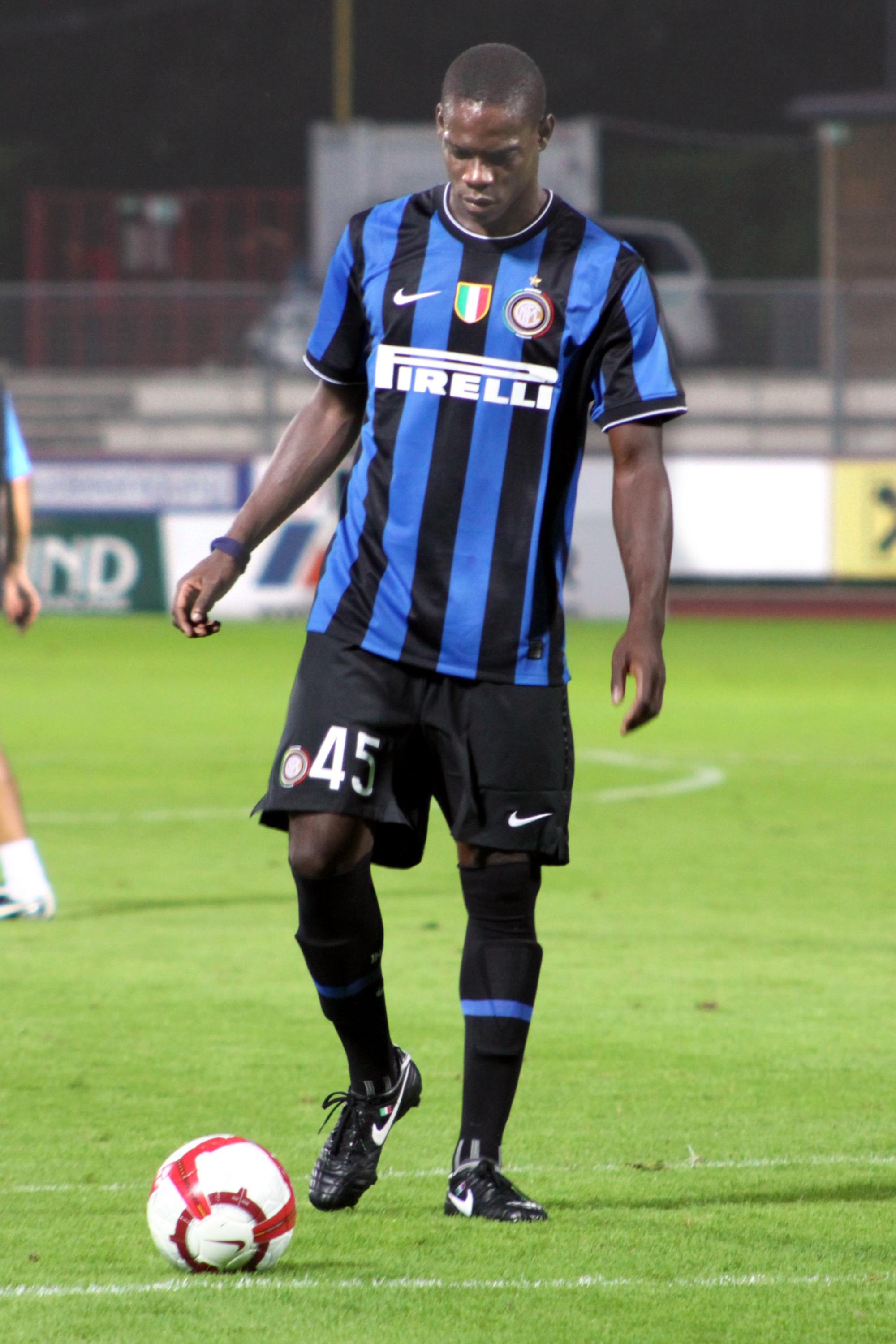
Balotelli durante un partido con el Inter de Milán.

Este increíble rendimiento provocó las alabanzas de importantes personalidades, incluido el presidente del equipo Massimo Moratti. El 16 de diciembre de 2007 hizo su debut con el primer equipo en la Serie A, reemplazando a David Suazo en la victoria por 2-0 frente al Cagliari Calcio. Tres días más tarde fue titular en el partido de Copa Italia, donde tuvo una excelente actuación logrando marcar en dos ocasiones en la victoria por 4-1 frente a la Reggina. El 30 de enero de 2008 anotó dos goles en los cuartos de final de la copa italiana ante la Juventus, y fue indispensable en la victoria final del partido por 3-2. El 6 de abril de 2008 anotó su primer gol en la Serie A ante el Atalanta. Fue nombrado el mejor jugador del partido y dio la asistencia de la victoria por 2-0 a Patrick Vieira.
El 9 de diciembre de 2009 anotó su segundo gol en Liga de Campeones de la UEFA, ante el Rubin Kazán, al ejecutar una falta de 37 metros con una gran potencia y que sentenció un partido que clasificó para octavos de final al equipo interista. Con la llegada de José Mourinho al equipo, el 1 de marzo de 2010 le dio el empate parcial a su equipo en un complicado partido frente al Udinese que finalizó con victoria por 3-2, junto a él marcaron Maicon y Diego Milito, dejando estéril el acecho del A. C. Milan que también ganó en la jornada 26 de la Serie A. El 13 de agosto de 2010, y tras múltiples conflictos con José Mourinho, el jugador anunció su marcha del club nerazzurri para fichar por el Manchester City.

### Manchester City

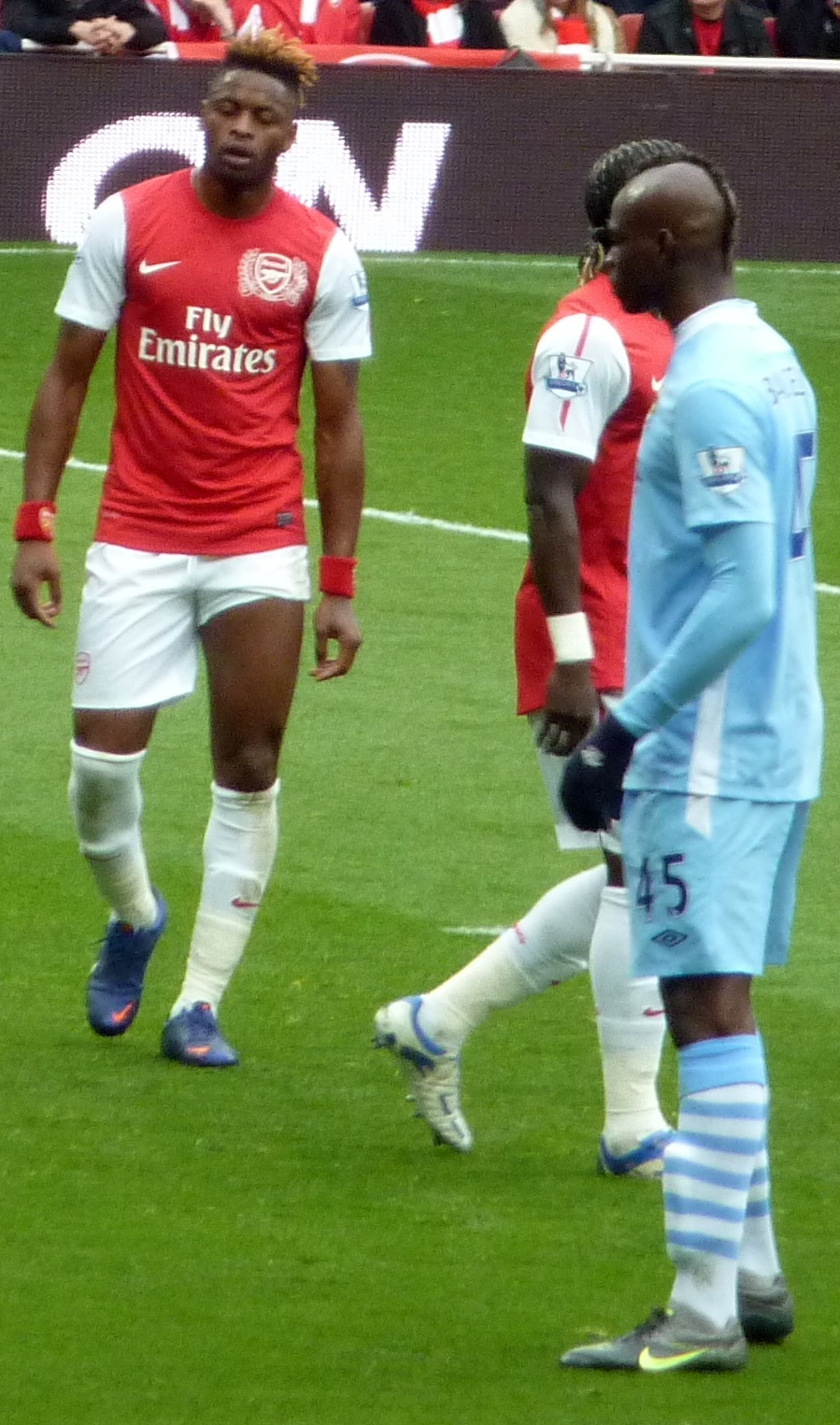
Balotelli jugando para el Manchester City.

Después de salir del Inter, fichó con el equipo inglés Manchester City para la temporada 2010-11, con una cláusula de recompra si es que el Inter de Milán decidía volver a ficharlo. En su primera temporada con los cityzens consiguió 10 goles, 6 en la Premier League, 3 en Europa League y 1 en FA Cup, en esa temporada consiguió ganar la FA Cup. El 28 de diciembre de 2010 marca su primer hat-trick en su carrera en la goleada 4 a 0 sobre el Aston Villa por la Premier League.
En la temporada 2011-12 se convirtió una pieza fundamental del club al anotar 22 goles en la temporada, 13 de ellos en la liga inglesa, además de dar el pase a Sergio Agüero, quien fue el autor del gol del título en la última fecha, también consiguió 2 goles en liga de campeones, 1 en FA Cup y 1 en liga Europa.

### A. C. Milan

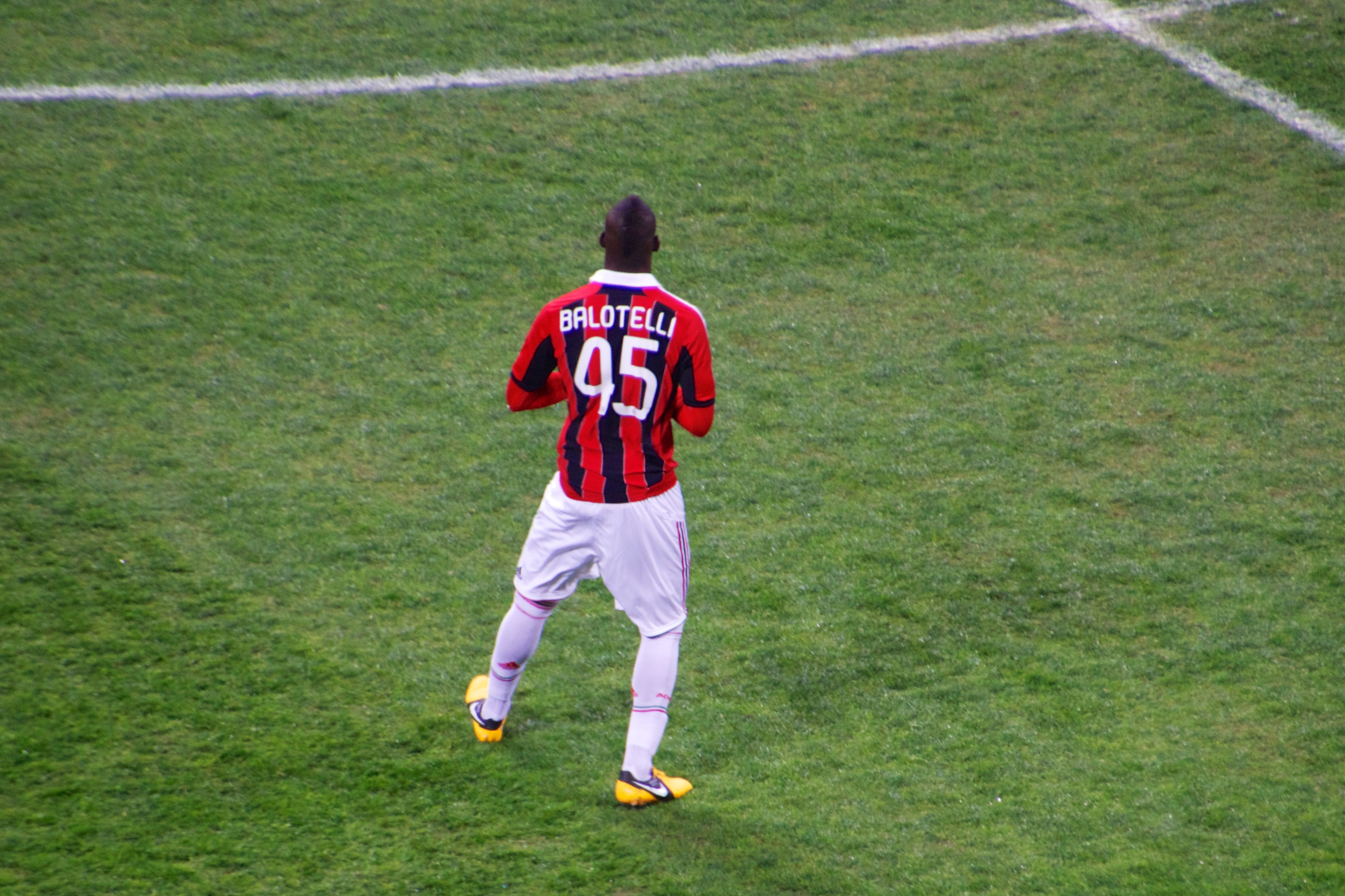
Balotelli en el Milan en 2013.

El 29 de enero de 2013 el club italiano Milan hizo público su traspaso a dicho club después de negociar con el Manchester City por más de un mes. El costo del traspaso fue de 20 millones de euros no pudiendo superar el que hizo el Manchester City al Inter de Milán. El 3 de febrero de 2013 realizó su debut como jugador rossonero en el partido correspondiente a la jornada 23 de la Serie A, frente al Udinese Calcio en el Estadio Giuseppe Meazza.
Balotelli marcó los dos goles de su equipo (uno de ellos a falta de pocos minutos para finalizar el encuentro y con el marcador empatado), con los que el AC Milan ganó por 2-1. La victoria levantó al AC Milan al cuarto lugar de la tabla, por delante del Inter de Milán por diferencia de goles. En los próximos dos partidos, anotaría otros dos goles, incluyendo uno de tiro libre frente al Parma. Con ese objetivo igualó el récord de los cuatro goles de Oliver Bierhoff en los primeros tres partidos de Milán. En su quinta aparición salió como suplente ante el Génova CFC y anotó su quinto gol para su club. En el partido contra el US Palermo, Balotelli continuó su impresionante racha marcando dos goles más, uno de penal y otro de pared con M'Baye Niang.
Al terminar sus primeros 6 meses en el AC Milan logró convertir 12 goles en 13 partidos (todos por la Serie A 2012-13). Al finalizar la temporada 2012-13 logró convertir 15 goles (3 con el Manchester City y 12 con el Milan).
El 22 de septiembre de 2013, Balotelli falló un penalti en un partido oficial por primera vez en 22 intentos como profesional; el tiro fue atajado por Pepe Reina y el AC Milan perdió 2-1 ante el SSC Napoli.
Durante un partido contra el Catania Calcio, el 1 de diciembre, Balotelli acusó al rival Nicolás Spolli por abusar racialmente de él, pero no había pruebas suficientes para que se tome cualquier acción. A la semana siguiente, Balotelli anotó dos goles en el empate 2-2 con el Livorno Calcio, incluyendo un sensacional tiro libre de 30 metros.

### Liverpool F. C.

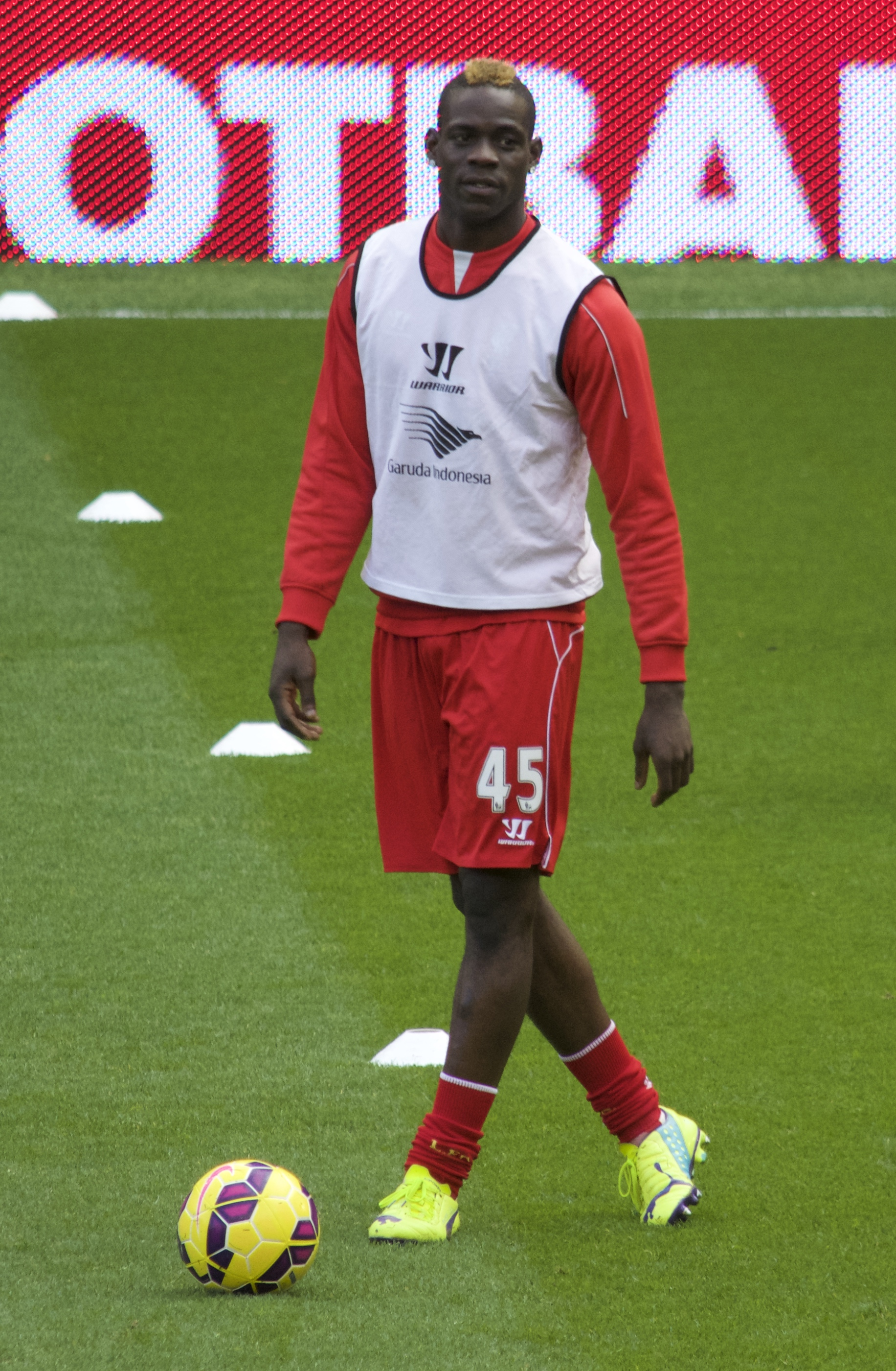
Balotelli durante un entrenamiento con el Liverpool.

El 25 de agosto de 2014 fue fichado por el Liverpool F. C. de Inglaterra por un precio de £ 16 millones, para reemplazar al saliente Luis Suárez. Hizo su debut con el club inglés el 31 de agosto de 2014 en la goleada 3-0 sobre el Tottenham Hotspur.

Debutó en la UEFA Champions League con el Liverpool el 16 de septiembre donde tuvo un excelente rendimiento y un partido espectacular, además de marcar su primer gol con el equipo frente al Ludogorets Razgrad. Volvió a marcar en la segunda ronda de la Copa de la Liga frente al Swansea City el 28 de octubre, gol en los últimos minutos que significó el empate para que posteriormente Dejan Lovren decretara el 2-1 y el Liverpool avanzara de fase. Su primer gol con el Liverpool en la Premier League llegó el 10 de febrero en la victoria 3-2 ante el Tottenham Hotspur. Finalizó la temporada con 4 goles en 28 partidos y quedó marginado del plantel por Brendan Rodgers para el inicio de la temporada 2015-16 debido a su poca disposición dentro del terreno de juego y su escaso aporte goleador. Tras la compra de Christian Benteke y Roberto Firmino, Balotelli se quedó sin sitio en la ofensiva del equipo, por lo que se empezó a especular con su salida.

### A. C. Milan
Exactamente un año después de haber formalizado su traspaso al Liverpool de Inglaterra volvió como cedido el 27 de agosto de 2015 sin opción de compra al A. C. Milan debido principalmente a su irregularidad y a su falta de compromiso en el campo. Marcaría tres goles en 23 apariciones con el equipo rossoneri en la temporada tras una lesión que lo tuvo fuera de las canchas por tres meses.
El 22 de septiembre de 2015, Balotelli anotó su primer gol después de regresar al AC Milan en su tercera aparición de abrir el marcador en el minuto 5 de un tiro libre desde 25 metros contra el Udinese en su victoria 3-2 como visitantes. Sin embargo, una semana después el 27 de septiembre sufrió una lesión en la ingle en la derrota 1-0 contra el Génova CFC, lo que requirió cirugía y lo que se perdería durante tres meses. Volvió a la acción el 17 de enero al entrar como sustituto en la victoria 2-0 sobre la ACF Fiorentina; nueve días más tarde anota el único gol del partidos desde el punto penal durante el partido de ida de semifinales de la Copa de Italia contra el Alessandria, mientras ayudaba al Milan a llegar a la final del torneo.
El 1 de mayo, le pararon un penalti en el empate 3-3 en casa contra el Frosinone Calcio, por el que fue burlado por su oponente.
Balotelli terminó la temporada con tres goles en 23 partidos, como Milán terminó la temporada en el séptimo lugar, una vez más no logró clasificarse para Europa tras su derrota por 1-0 a la Juventus de Turín en la final de la Copa Italia 2015-16.

### Etapa en Francia

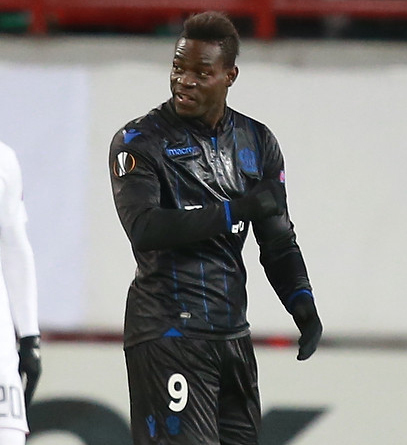
Balotelli en un partido con el OGC Niza.

El 31 de agosto de 2016, el día fecha límite para la ventana de transferencia de verano es oficializado por el OGC Niza de la Ligue 1 en calidad de libre. En su debut el 11 de septiembre marcaría su primeros dos goles convirtiendo un penal en el minuto 7 y anotando un disparo de tiro cruzado en el minuto 78 con el club francés dándole la victoria su club 3 a 2 frente al Olympique de Marsella en el que saldría como la figura del partido.

El 21 de septiembre volvería a marcar doblete en la goleada de su equipo 4 a 0 hasta el entonces líder AS Monaco saliendo como figura del partido donde además haría una asistencia. El 2 de octubre le daría la victoria a su club en los últimos minuto 2 a 1 sobre el Football Club Lorient donde también saldría expulsado al último minuto del partido. El 18 de diciembre marca los dos goles de la victoria 2 por 1 sobre Dijon FCO. Su primer gol del 2017 lo hace el 29 de enero en el 3 a 1 sobre Guingamp, el 7 de abril vuelve a marcar doblete donde le da la victoria a su club como visitantes 2 a 1 en casa del Lille, el 30 del mismo mes es artífice de la victoria 3 a 1 frente al líder Paris Saint Germain además el 7 de mayo marca su último de la temporada en la caída 2-1 en casa del Olympique Marsella.

#### 2017-18
En su primer partido de la temporada frente al Ajax de Ámsterdam marca el gol en el empate a un gol por la Champions League. El 9 de septiembre marca su primer doblete de la temporada en la goleada 4 por 0 sobre el AS Monaco quitándole el invicto de 16 fechas. El 17 de septiembre marca el gol de la victoria como visitantes sobre Rennes FC. El 23 de noviembre marca doblete en el 3 a 1 sobre Zulte-Waregem por la UEFA Europa League, el 10 de diciembre le da la victoria a su club 2 por 1 en los últimos minutos sobre FC Nantes, siete después marca el único gol del partido contra FC Bordeaux.
Volvió a marcar doblete el 16 de enero en el empate a dos goles como visitantes en la casa del AS Monaco completando en 10 partidos continuos once goles siguiendo en racha como el goleador del club, además siendo sus primeros goles en el año, vuelve a marcar dos goles el 15 de febrero en la derrota como locales contra Lokomotiv Moscú en la UEFA Europa League en el que al final caerían eliminados en un global de 4 a 2.
El 28 de abril marcó de tiro penal el empate final a un gol en su visita a Strasbourg, sus últimos dos goles de la temporada los hizo el 12 de mayo en la goleada 4 por 1 sobre SM Caen.

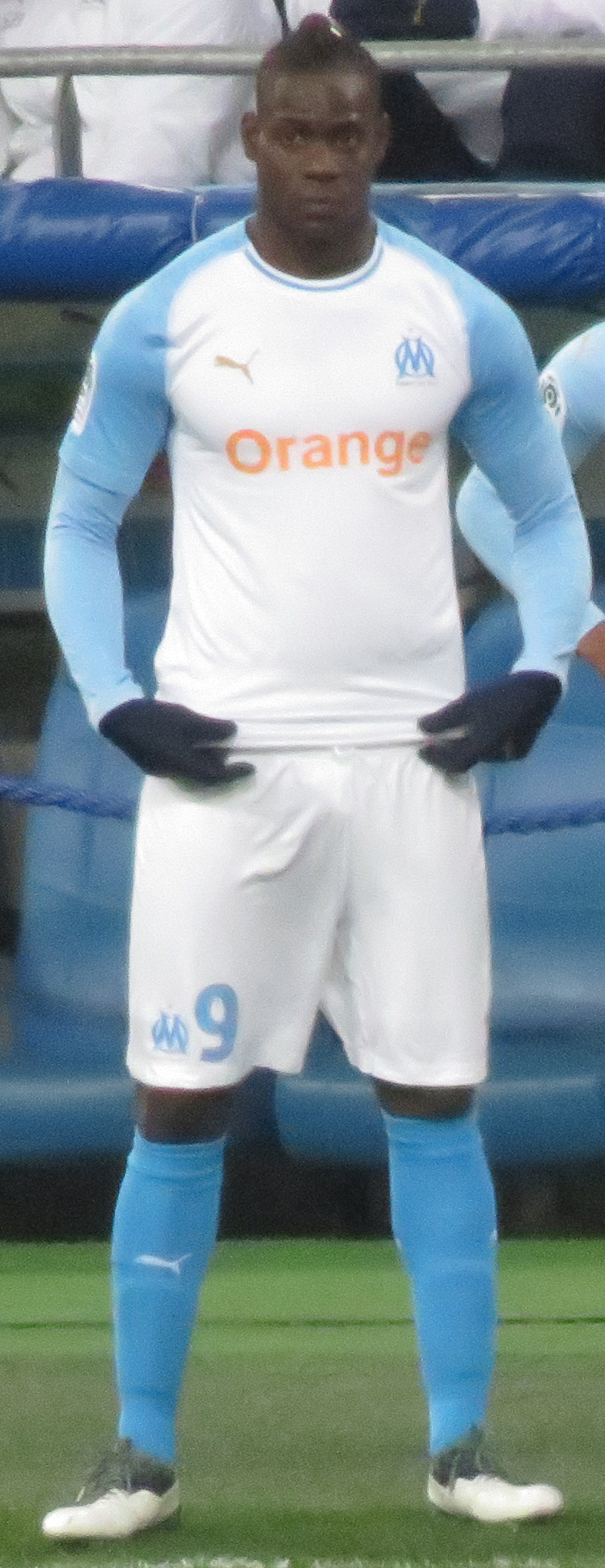
Balotelli con la camiseta del Olympique de Marsella.

El 23 de enero de 2019 se confirmó, tras varios rumores sobre su salida del OGC Niza, su fichaje por el Olympique de Marsella.
Hizo su debut con el equipo francés el 25 de enero de 2019 en el Stade Vélodrome marcando un gran gol de cabeza en el minuto 90+6 contra el Lille el partido acabó 1-2.

### Regreso a Italia
El 18 de agosto de 2019 se hizo oficial su fichaje por el Brescia Calcio, el club de su tierra.
El 24 de septiembre se produjo su debut oficial; fue en la jornada 5 de la Serie A, contra la Juventus F. C., siendo titular y disputando los 90 minutos. Su primer gol oficial fue una jornada después ante la S. S. C. Nápoles.
Su etapa en Brescia duró una temporada y, tras varios meses sin equipo, en diciembre de 2020 firmó con la A. C. Monza hasta junio de 2021.

### Turquía y Suiza
De cara la temporada 2021-22 se marchó al fútbol turco y firmó por tres años con el Adana Demirspor. Al inicio de la siguiente discutió con el entrenador en un partido y a los cuatro días fichó por el F. C. Sion. Rescindió su contrato doce meses después para regresar al Adana Demirspor.

### Genoa C. F. C.
El 28 de octubre de 2024 se confirmó una nueva vuelta al fútbol italiano tras firmar por el Genoa C. F. C.

### Real Murcia
En junio de 2025, Mario Balotelli, actualmente en situación de agente libre, fue ofrecido al Real Murcia, club de la Primera Federación (tercera categoría española). A sus 34 años, el delantero manifestó interés en continuar su carrera al otro lado del Atlántico, explorando opciones en España, México o Estados Unidos.
Aunque las negociaciones pasaron por una reunión entre sus agentes y el presidente del club murciano, Felipe Moreno, la operación se ha mantenido en una fase preliminar mientras el club evalúa su viabilidad deportiva y económica.

## Selección nacional

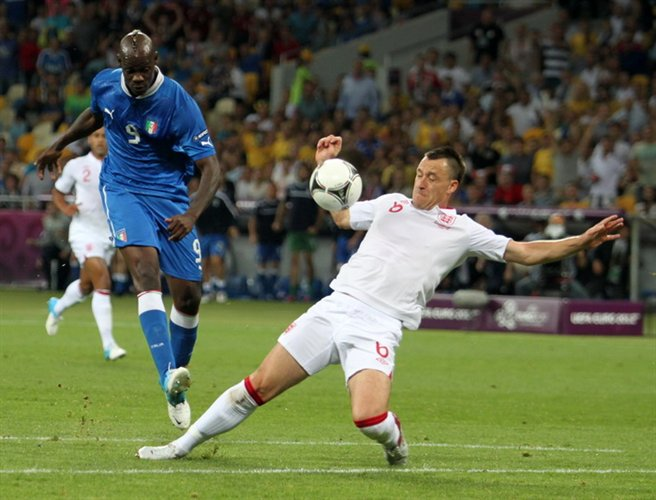
Balotelli en la Eurocopa 2012.

Debido a que no pudo nacionalizarse italiano hasta alcanzar la mayoría de edad (18 años), Balotelli no pudo responder a las llamadas de las selecciones italianas sub-15 y sub-17. El 7 de agosto de 2007, cinco días antes de su cumpleaños número 17, recibió la llamada de Claude Le Roy, técnico de la selección absoluta de Ghana, para un amistoso frente a Senegal, pero declinó la oferta, alegando su disposición de jugar con la selección italiana cuando esté disponible legalmente. El 6 de agosto de 2010 recibió su primera llamada para la selección de fútbol de Italia, como parte de la lista anunciada por el equipo del nuevo entrenador Cesare Prandelli para un partido amistoso contra Costa de Marfil.
Cuatro días más tarde hizo su debut oficial en la derrota de su selección por 1-0 ante los africanos, convirtiéndose así en el tercer jugador de ascendencia africana en jugar para la selección italiana absoluta, tras Fabio Liverani y Matteo Ferrari. Desde entonces ha sido internacional en 35 ocasiones y ha marcado 14 goles. Formó parte de la plantilla que disputó la Eurocopa 2012. Tras dos partidos sin anotar en este torneo, en el tercer partido anotó el 2-0 definitivo en la victoria sobre Irlanda. El 28 de junio de 2012, en el mismo torneo, anotó los dos goles con los que su selección venció 2-1 a Alemania y se clasificó a la final del certamen, frente a España, partido en el que su selección perdió 0-4.
El 16 de junio de 2013 hizo su debut en la Copa Confederaciones 2013 en el encuentro ante la selección de México. Marcó el segundo tanto de la selección "azzurra", gol que sirvió para darle la victoria a su equipo por el marcador de 1-2. Fue sustituido a los 85 minutos de juego. El 13 de mayo de 2014 el entrenador de la selección italiana, Cesare Prandelli, lo incluyó en la nómina preliminar de 30 jugadores convocados para la Copa Mundial de Fútbol de 2014. Fue confirmado en la lista definitiva de 23 jugadores el 1 de junio. Balotelli arrancó la Copa del Mundo anotando el gol de la victoria (2-1) frente a Inglaterra en el primer partido del grupo D el 14 de junio de 2014.

### Participaciones en Copas del Mundo
| Mundial                        | Sede   | Resultado    | Partidos | Goles |
| ------------------------------ | ------ | ------------ | -------- | ----- |
| Copa Mundial de Fútbol de 2014 | Brasil | Primera fase | 3        | 1     |

### Participaciones en Eurocopas
| Copa                    | Sede              | Resultado   | Partidos | Goles |
| ----------------------- | ----------------- | ----------- | -------- | ----- |
| Eurocopa Sub-21 de 2009 | Suecia            | Semifinales | 4        | 2     |
| Eurocopa 2012           | Polonia y Ucrania | Subcampeón  | 6        | 3     |

### Participaciones en Copas Confederaciones
| Copa                      | Sede   | Resultado     | Partidos | Goles |
| ------------------------- | ------ | ------------- | -------- | ----- |
| Copa Confederaciones 2013 | Brasil | Tercer puesto | 3        | 2     |

## Vida personal

### Relaciones sentimentales
En julio de 2012, la exnovia de Balotelli, Raffaella Fico, reveló que estaba embarazada de su hijo, mientras que Balotelli respondió afirmando que solo asumiría responsabilidades paternas si la prueba de paternidad resultaba positiva. Más tarde, en diciembre de 2012, nació Pia, la hija de Fico. Fico acusó a Balotelli de ser "irresponsable" y "no interesado" en su hija recién nacida. En respuesta, Balotelli amenazó con emprender acciones legales contra Fico para defender su reputación contra lo que consideró acusaciones falsas. En febrero de 2014, Balotelli finalmente reconoció la paternidad de su hija Pia luego de una prueba de ADN positiva.
Entre los años 2013 y 2014, Balotelli, estuvo involucrado sentimentalmente con la modelo Fanny Neguesha y en algún momento se comprometió.
El 28 de septiembre de 2017, Balotelli tuvo un segundo hijo, un hijo llamado Lion, nacido de una mujer no identificada.

### Moda y aficiones
En el año 2012, Balotelli apareció en GQ, donde fue nombrado el segundo hombre mejor vestido del mundo detrás del músico británico Tinie Tempah. Balotelli también apareció en la portada de la edición de noviembre de 2012 de la revista Time.
Balotelli es fanático de las artes marciales mixtas y ha dicho en el pasado que le encantaría competir en este deporte profesionalmente si no fuera futbolista.
En los últimos años Balotelli se declaró hincha del Club Atlético Boca Juniors y en una entrevista con Sergio Agüero dijo que estaba dispuesto a jugar en el club de la Ribera si el vicepresidente de turno Juan Román Riquelme lo contactaba.

## Estadísticas

### Clubes
Actualizado al último partido disputado el 21 de diciembre de 2024.
| Club                             | Div.          | Temporada     | Liga  | Liga  | Copas nacionales | Copas nacionales | Torneos internacionales | Torneos internacionales | Total | Total | Media goleadora |
| Club                             | Div.          | Temporada     | Part. | Goles | Part.            | Goles            | Part.                   | Goles                   | Part. | Goles | Media goleadora |
| -------------------------------- | ------------- | ------------- | ----- | ----- | ---------------- | ---------------- | ----------------------- | ----------------------- | ----- | ----- | --------------- |
| Inter de Milán · Italia          | 1.ª           | 2007-08       | 11    | 3     | 4                | 4                | —                       | —                       | 15    | 7     | 0.47            |
| Inter de Milán · Italia          | 1.ª           | 2008-09       | 22    | 8     | 3                | 1                | 6                       | 1                       | 31    | 10    | 0.32            |
| Inter de Milán · Italia          | 1.ª           | 2009-10       | 26    | 9     | 6                | 1                | 8                       | 1                       | 40    | 11    | 0.28            |
| Inter de Milán · Italia          | Total club    | Total club    | 59    | 20    | 13               | 6                | 14                      | 2                       | 86    | 28    | 0.33            |
| Manchester City F. C. Inglaterra | 1.ª           | 2010-11       | 17    | 6     | 5                | 1                | 6                       | 3                       | 28    | 10    | 0.36            |
| Manchester City F. C. Inglaterra | 1.ª           | 2011-12       | 23    | 13    | 3                | 1                | 6                       | 3                       | 32    | 17    | 0.53            |
| Manchester City F. C. Inglaterra | 1.ª           | 2012-13       | 14    | 1     | 2                | 1                | 4                       | 1                       | 20    | 3     | 0.15            |
| Manchester City F. C. Inglaterra | Total club    | Total club    | 54    | 20    | 10               | 3                | 16                      | 7                       | 80    | 30    | 0.38            |
| A. C. Milan · Italia             | 1.ª           | 2012-13       | 13    | 12    | —                | —                | —                       | —                       | 13    | 12    | 0.92            |
| A. C. Milan · Italia             | 1.ª           | 2013-14       | 30    | 14    | 1                | 1                | 10                      | 3                       | 41    | 18    | 0.44            |
| Liverpool F. C. Inglaterra       | 1.ª           | 2014-15       | 16    | 1     | 7                | 1                | 5                       | 2                       | 28    | 4     | 0.14            |
| Liverpool F. C. Inglaterra       | Total club    | Total club    | 16    | 1     | 7                | 1                | 5                       | 2                       | 28    | 4     | 0.14            |
| A. C. Milan · Italia             | 1.ª           | 2015-16       | 20    | 1     | 3                | 2                | —                       | —                       | 23    | 3     | 0.13            |
| A. C. Milan · Italia             | Total club    | Total club    | 63    | 27    | 4                | 3                | 10                      | 3                       | 77    | 33    | 0.43            |
| O. G. C. Niza Francia            | 1.ª           | 2016-17       | 23    | 15    | 1                | 1                | 4                       | 1                       | 28    | 17    | 0.61            |
| O. G. C. Niza Francia            | 1.ª           | 2017-18       | 28    | 18    | 1                | 1                | 9                       | 7                       | 38    | 26    | 0.68            |
| O. G. C. Niza Francia            | 1.ª           | 2018-19       | 10    | 0     | —                | —                | —                       | —                       | 10    | 0     | 0               |
| O. G. C. Niza Francia            | Total club    | Total club    | 61    | 33    | 2                | 2                | 13                      | 8                       | 76    | 43    | 0.57            |
| Olympique de Marsella Francia    | 1.ª           | 2018-19       | 15    | 8     | —                | —                | —                       | —                       | 15    | 8     | 0.53            |
| Olympique de Marsella Francia    | Total club    | Total club    | 15    | 8     | 0                | 0                | 0                       | 0                       | 15    | 8     | 0.53            |
| Brescia Calcio · Italia          | 1.ª           | 2019-20       | 19    | 5     | 0                | 0                | —                       | —                       | 19    | 5     | 0.26            |
| Brescia Calcio · Italia          | Total club    | Total club    | 19    | 5     | 0                | 0                | 0                       | 0                       | 19    | 5     | 0.26            |
| A. C. Monza · Italia             | 2.ª           | 2020-21       | 14    | 6     | —                | —                | —                       | —                       | 14    | 6     | 0.43            |
| A. C. Monza · Italia             | Total club    | Total club    | 14    | 6     | 0                | 0                | 0                       | 0                       | 14    | 6     | 0.43            |
| Adana Demirspor Turquía          | 1.ª           | 2021-22       | 31    | 18    | 2                | 1                | —                       | —                       | 33    | 19    | 0.58            |
| Adana Demirspor Turquía          | 1.ª           | 2022-23       | 2     | 0     | —                | —                | —                       | —                       | 2     | 0     | 0               |
| F. C. Sion Suiza                 | 1.ª           | 2022-23       | 18    | 6     | 1                | 0                | —                       | —                       | 19    | 6     | 0.32            |
| F. C. Sion Suiza                 | Total club    | Total club    | 18    | 6     | 1                | 0                | 0                       | 0                       | 19    | 6     | 0.32            |
| Adana Demirspor Turquía          | 1.ª           | 2023-24       | 16    | 7     | 0                | 0                | —                       | —                       | 16    | 7     | 0.44            |
| Adana Demirspor Turquía          | Total club    | Total club    | 49    | 25    | 2                | 1                | 0                       | 0                       | 51    | 26    | 0.51            |
| Genoa C. F. C. · Italia          | 1.ª           | 2024-25       | 6     | 0     | —                | —                | —                       | —                       | 6     | 0     | 0               |
| Genoa C. F. C. · Italia          | Total club    | Total club    | 6     | 0     | 0                | 0                | 0                       | 0                       | 6     | 0     | 0               |
| Total carrera                    | Total carrera | Total carrera | 374   | 151   | 39               | 16               | 58                      | 22                      | 471   | 189   | 0.4             |
| 1. 2. 3.                         |               |               |       |       |                  |                  |                         |                         |       |       |                 |

### Selección nacional
Actualizado al último partido jugado el 7 de septiembre de 2018.
| Selección | Año   | Amistosos | Amistosos | Eurocopa | Eurocopa | Eliminatorias europeas | Eliminatorias europeas | Mundial | Mundial | Eliminatorias mundialistas | Eliminatorias mundialistas | Copa Confederaciones | Copa Confederaciones | Total | Total |
| Selección | Año   | Part.     | Goles     | Part.    | Goles    | Part.                  | Goles                  | Part.   | Goles   | Part.                      | Goles                      | Part.                | Goles                | Part. | Goles |
| --------- | ----- | --------- | --------- | -------- | -------- | ---------------------- | ---------------------- | ------- | ------- | -------------------------- | -------------------------- | -------------------- | -------------------- | ----- | ----- |
| Italia    | 2010  | 2         | 0         | -        | -        | -                      | -                      | -       | -       | -                          | -                          | -                    | -                    | 2     | 0     |
| Italia    | 2011  | 3         | 1         | -        | -        | 2                      | 0                      | -       | -       | -                          | -                          | -                    | -                    | 5     | 1     |
| Italia    | 2012  | 2         | 0         | 6        | 3        | -                      | -                      | -       | -       | 1                          | 1                          | -                    | -                    | 9     | 4     |
| Italia    | 2013  | 6         | 1         | -        | -        | -                      | -                      | -       | -       | 4                          | 4                          | 3                    | 2                    | 13    | 7     |
| Italia    | 2014  | 1         | 0         | -        | -        | -                      | -                      | 3       | 1       | -                          | -                          | -                    | -                    | 4     | 1     |
| Italia    | 2018  | 2         | 1         | -        | -        | 1                      | 0                      | -       | -       | -                          | -                          | -                    | -                    | 3     | 1     |
| Total     | Total | 16        | 3         | 6        | 3        | 3                      | 0                      | 3       | 1       | 5                          | 5                          | 3                    | 2                    | 36    | 14    |

### Hat-tricks
| 1 | 28 de diciembre de 2010 | Estadio Ciudad de Mánchester, Mánchester | Manchester City - Aston Villa |  | 4 - 0 | Premier League 2010-11       |
| 2 | 22 de mayo de 2022      | Estadio Adana 5 Ocak, Adana              | Adana Demirspor - Göztepe     |  | 7 - 0 | Superliga de Turquía 2021-22 |

## Palmarés

### Campeonatos nacionales
| Título              | Club                  | País       | Año     |
| ------------------- | --------------------- | ---------- | ------- |
| Serie A             | Inter de Milán        | Italia     | 2007-08 |
| Supercopa de Italia | Inter de Milán        | Italia     | 2008    |
| Serie A             | Inter de Milán        | Italia     | 2008-09 |
| Serie A             | Inter de Milán        | Italia     | 2009-10 |
| Copa Italia         | Inter de Milán        | Italia     | 2009-10 |
| FA Cup              | Manchester City F. C. | Inglaterra | 2010-11 |
| Premier League      | Manchester City F. C. | Inglaterra | 2011-12 |
| Community Shield    | Manchester City F. C. | Inglaterra | 2012    |

### Campeonatos internacionales
| Título                       | Club           | Sede   | Año     |
| ---------------------------- | -------------- | ------ | ------- |
| Liga de Campeones de la UEFA | Inter de Milán | Madrid | 2009-10 |

### Distinciones individuales
| Distinción                                                                               | Año  |
| ---------------------------------------------------------------------------------------- | ---- |
| Máximo goleador de la Copa Italia (4 goles, empatado con Julio Cruz y Vincenzo Iaquinta) | 2008 |
| Premio Golden Boy                                                                        | 2010 |
| Equipo del Torneo de la Eurocopa                                                         | 2012 |
| Equipo del Año en la Serie A                                                             | 2013 |